# Robert Plutchik
Robert Plutchik (21 ottobre 1927 – 29 aprile 2006) è stato uno psicologo statunitense, docente presso l'Albert Einstein College of Medicine e professore a contratto presso la University of South Florida.
Ha ricevuto il suo Ph.D. alla Columbia University. È stato autore o coautore di più di 260 articoli, 45 capitoli e otto libri ed ha curato sette libri. I suoi interessi di ricerca includono lo studio di emozioni, suicidio e violenza e lo studio del processo psicoterapia.

## Emozioni primarie
Plutchik nel 1980 ha sviluppato un modello chiamato ruota delle emozioni o cono delle emozioni composto da quattro coppie di emozioni primarie , che mescolandosi tra loro possono produrre un'infinita varietà di esperienze emozionali :
- gioia contro dolore
- rabbia contro paura
- accettazione contro disgusto
- sorpresa contro attesa

## La Ruota di Plutchik
Plutchik ha creato una ruota delle emozioni per illustrare le varie emozioni. Ha proposto il suo modello bidimensionale e tridimensionale nel 1980. 